# Gigabit Media Independent Interface
Gigabit Media Independent Interface (GMII) é uma interface entre o dispositivo Media Access Control (MAC) e a camada física (PHY). A interface define freqüências de operação de até 1000 Mbit/s, implementados usando uma interface de dados de oito bits com clock de 125 MHz, e é reversamente compatível com a especificação Media Independent Interface (MII). Pode também operar em taxas mais baixas, de 10/100 Mbit/s como na especificação MII.
Os dados na interface enquadram-se pelo padrão IEEE Ethernet. Como tal, consistem de um preâmbulo, início do delimitador de frame, cabeçalhos Ethernet, dados de protocoloe específicos e uma verificação de CRC.
A interface GMII foi definida no padrão IEEE 802.3, edição de 2000.

## Transmissor
- GTXCLK - sinal de clock para sinais gigabit TX (125 MHz)
- TXCLK - sinal de clock para sinais 10/100 Mbit
- TXD[7..0] - dados a serem transmitidos
- TXEN - transmissor habilitado
- TXER - erro de transmissor (pacote corrompido)